# História de Niue
Niue, sendo um lugar remoto, assim como tendo diferenças linguísticas e culturais entre seus habitantes e o resto dos habitantes das Ilhas Cook, foi administrada separadamente. A população da ilha  continua a cair (de um máximo de 5.200 em 1966 para 2.100 em 2000) com uma emigração substâncial para a Nova Zelândia.
Niue foi primeiramente habitada por marinheiros polinésios de Tonga, Samoa e das Ilhas Cook. O capitão James Cook foi o primeiro europeu a avistar a ilha, mas não pode desembarcar devido à oposição da população local. Em resposta, ele nomeou Niue "A Ilha Selvagem".
Missionários cristãos da Sociedade Missionária de Londres converteram a maioria da população em cerca de 1846. Em 1887, o Rei Fataaiki escreveu à Rainha Vitória da Inglaterra, pedindo que Niue fosse colocada sob a proteção britânica, mas seu pedido foi recusado. Em 1900, em resposta aos pedidos renovados, a ilha transformou-se um protetorado britânico, e no seguinte ano foi anexada pela Nova Zelândia. Niue ganhou sua autonomia em 1974 em livre associação com a Nova Zelândia, que controla os assuntos militares e estrangeiros da ilha. À Niue foi oferecida a autonomia em 1965 (junto com as Ilhas Cook, que aceitaram), mas pediu para que sua autonomia fosse oferecida em outra década. 
Em Janeiro de 2004, Niue foi atingida por um ciclone devastador (Ciclone Heta) que deixou 200 dos 1600 habitantes da ilha desabrigados. Enquanto um número de residentes locais escolheram mais tarde não reconstruir suas casas, o Ministro de Assuntos Estrangeiros da Nova Zelândia Phil Goff especulou que o status de Niue como uma nação autônoma em livre associação com a Nova Zelândia poderia vir em questão se muitos residentes partissem da ilha comprometendo os serviços básicos. Logo depois, o Premier de Niue Young Vivian rejeitou categoricamente a possibilidade de alterar o relacionamento existente com a Nova Zelândia.